# Glendale Heights (Illinois)
Glendale Heights est un village du comté de DuPage dans l'Illinois, aux États-Unis,. Il est situé au nord du comté et au sud-ouest de l'aéroport international O'Hare de Chicago.

## Histoire
Jusqu'en 1958, la zone qui est maintenant Glendale Heights était en grande partie rurale, à l'exception de petits lotissements. En 1958, Charles et Harold Reskin achètent deux fermes sur Glen Ellyn Road, au nord de North Avenue. Les premières maisons sont construites cette année-là sur Glen Ellyn Road et Larry Lane, près de l'avenue Fullerton. Au début de l'été 1959, avec une population de 104 habitants, la procédure d'incorporation est lancée. Le village est incorporé le  13 juillet 1959, sous le nom de Glendale. Le nom est ensuite changé en Glendale Heights, en mars 1960, en raison d'un conflit avec une autre localité appelée Glendale, existant dans le sud de l'Illinois.

## Démographie
Lors du recensement de 2010, le village comptait une population de 34 208 habitants. Elle est estimée, en 2016, à 34 145 habitants.

## Personnalités liées au village
- Billy Corgan, fondateur du groupe The Smashing Pumpkins a grandi à Glendale Heights.
- Jeremy Hammond, un hacker a aussi vécu dans le village.

## Source de la traduction
- (en) Cet article est partiellement ou en totalité issu de l’article de Wikipédia en anglais intitulé « Glendale Heights, Illinois » (voir la liste des auteurs).